# Полет 65 на „Флорида Къмютър Еърлайнс“
Полет 65 на „Флорида Къмютър Еърлайнс“ е редовен международен пътнически полет от международното летище „Палм Бийч“, Уест Палм Бийч, Флорида, Съединените американски щати, до международното летище „Гранд Бахама“, Фрийпорт, Бахамските острови, управляван от „Флорида Къмютър Еърлайнс“. На 12 септември 1980 г. самолетът „Дъглас DC-3A“, който изпълнява полета, се разбива в Атлантическия океан близо до селището Уест Енд на остров Гранд Бахама. В катастрофата загиват всички 30 пътници и 4 члена на екипажа на борда на машината.
Разследването не успява да определи причината за катастрофата, но установява, че факторите, които вероятно допринасят за инцидента, включват полет в гръмотевична буря, ненадеждни инструменти поради несъответствия в пито-статичната система и липса на подходящ оперативен надзор от ръководството на авиокомпанията.